# صباح خالد الحمد الصباح
الشيخ صباح خالد الحمد الصباح (مواليد 15 مارس 1953)، ولي عهد دولة الكويت منذ 2 يونيو 2024 ، وهو الابن الثاني للشيخ خالد الحمد المبارك الصباح، والدته هي الشيخة موزة الأحمد الجابر الصباح.
شغل سابقاً منصب رئيس مجلس الوزراء خلال الفترة 19 نوفمبر 2019 حتى 24 يوليو 2022 ، عمل في السلك الدبلوماسي وفي وزارة الخارجية الكويتية وكان رئيساً لجهاز الأمن الوطني، تولى عدة مناصب وزارية منها وزير الشؤون الاجتماعية والعمل ثم وزير للإعلام ووزير للخارجيّة ونائباً لرئيس مجلس الوزراء.

## ولادته ونشأته
ولد الشيخ صباح الخالد في الكويت في 15 مارس 1953، وهو الابن الثاني للشيخ خالد بن الشيخ حمد بن الشيخ مبارك الكبير بن الشيخ صباح الثاني بن الشيخ جابر الأوّل بن الشيخ عبد الله الأوّل بن الشيخ صباح الأوّل بن جابر بن سلمان بن أحمد. وقد توفي الشيخ خالد حمد المبارك الصباح شابًا سنة 1969 عن عمر ناهز 38 عاما، ووالدته الشيخة موزة الأحمد الجابر الصباح. وله 8 من الأشقاء والشقيقات هم الشيخ أحمد خالد الحمد الصباح نائب رئيس مجلس الوزراء وزير الدفاع الأسبق والشيخ محمد خالد الحمد الصباح نائب رئيس مجلس الوزراء وزير الدفاع الأسبق، والشيخة فايزة خالد الحمد الصباح، والشيخة حياة خالد الحمد الصباح، والشيخ حمد خالد الحمد الصباح، والشيخة إيمان خالد الحمد الصباح، والشيخ فواز خالد الحمد الصباح محافظ محافظة الأحمدي.

## حياته العلمية والعملية
- حصل في عام 1977 على البكالوريوس في العلوم السياسية من جامعة الكويت.[5]
- التحق في عام 1978 بالعمل في وزارة الخارجية عام بدرجة ملحق دبلوماسي، في قسم الشؤون العربية بالإدارة السياسية من 1978 إلى 1983[5]
- عمل مع الوفد الدائم لدولة الكويت لدى هيئة الأمم المتحدة في نيويورك خلال الفترة 1983 حتى 1989.[5]
- عين في عام 1989 نائبًا لمدير إدارة الوطن العربي في وزارة الخارجية.[5]
- في عام 1992 عين مديرًا لإدارة مكتب وكيل وزارة الخارجية.[5]
- عين عام 1995 سفيرا للكويت لدى المملكة العربية السعودية ومندوبها لدى منظمة المؤتمر الإسلامي، وهي الوظيفة التي استمر فيها حتى عام 1998، وكان بحكم منصبه يشارك في اجتماعات المجلس الوزاري لوزراء خارجية دول مجلس التعاون الخليجي.[5]
- في 15 أبريل 1998 صدر مرسومٌ بتعيينه رئيسًا لجهاز الأمن الوطني بدرجة وزير.[5]
- في 10 يوليو 2006 عين وزيرًا للشؤون الاجتماعية والعمل،[7] وفي تاريخ 25 مارس 2007 أعيد تعيينه بنفس المنصب.[8]
- في 28 أكتوبر 2007 عُين وزيرًا للإعلام،[9] وفي 28 مايو 2008 أعيد تعيينه في نفس المنصب،[10] وأُعيد تعيينه بنفس المنصب بتاريخ 12 يناير 2009،[11] وفي 6 أبريل 2009 عين - بالإضافة إلى عمله - وزيرًا للعدل ووزيرًا للأوقاف والشؤون الإسلامية بالوكالة وذلك بعد استقالة وزيرها لرغبته بالترشح لانتخابات مجلس الأمة،[12] وظل على رأس الثلاث وزارات حتى 29 مايو 2009 حيث شكلت الحكومة الجديدة التي خرج منها.
- في عام 2010 عين عضوًا في المجلس الأعلى للبترول.
- في 23 أكتوبر 2011 صدر مرسومٌ بتعينه نائبًا لرئيس مجلس الوزراء ووزيرًا للخارجية.[13]
- في 13 ديسمبر 2011 صدر مرسومٌ بتشكيل الحكومة حيث عُين نائبًا لرئيس مجلس الوزراء وزيرًا للخارجية ووزيراً للدولة لشؤون مجلس الوزراء،[14] وفي 14 فبراير 2012 صدر مرسومٌ بتشكيل الحكومة حيث أعيد تعيينه بنفس المنصب.[15]
- في 19 يوليو 2012 صدر مرسومٌ بتشكيل الحكومة حيث عُين نائبًا لرئيس مجلس الوزراء وزيرًا للخارجية،[16] وفي 11 ديسمبر 2012 صدر مرسومٌ بتشكيل الحكومة حيث أعيد تعيينه في نفس المنصب.[17] وفي 4 أغسطس 2013 صدر مرسومٌ بتشكيل الحكومة حيث أُعيد تعيينه بنفس المنصب.[18]
- في 5 يناير 2014 صدر مرسومٌ بتعديل وزاري حيث عُين نائبًا أول لرئيس مجلس الوزراء وزيرًا للخارجية.[19] وفي 10 ديسمبر 2016 صدر مرسومٌ بتشكيل الحكومة حيث أعيد تعيينه في نفس المنصب.
- في 11 ديسمبر 2017 صدر مرسومٌ بتشكيل الحكومة حيث عُين نائباً لرئيس مجلس الوزراء ووزيراً للخارجية وشغل المنصب حتى توليه رئاسة الوزراء.

## رئاسة الوزراء
في 19 نوفمبر 2019 أصدر الشيخ صباح الأحمد الصباح أمير الكويت أمراً أميريًا بتعين الشيخ صباح الخالد رئيساً لمجلس الوزراء وتكليفه بترشيح أعضاء الحكومة الجديدة، وذلك بعد استقالة الحكومة السابقة برئاسة الشيخ جابر المبارك الحمد الصباح في 14 نوفمبر 2019، وشكلت الحكومة الأولى برئاسته في 17 ديسمبر 2019، والتي استقالت في 6 ديسمبر 2020 بعد إعلان نتائج انتخابات مجلس الأمة وعملاً بالمادة 57 من الدستور والتي تنص على تشكيل حكومة جديدة بعد الانتخابات البرلمانية وأصدر الشيخ نواف الأحمد الصباح أمير الكويت في نفس اليوم أمرًا أميريًا بقبول استقالة الشيخ صباح الخالد رئيس مجلس الوزراء والوزراء وتكليف كل منهم في تصريف العاجل من شؤون منصبه حتى تشكيل الحكومة الجديدة.
في 8 ديسمبر 2020 أصدر الشيخ نواف الأحمد الصباح أمير الكويت أمرًا أميريًا بتعين الشيخ صباح الخالد رئيساً لمجلس الوزراء وتكليفه بترشيح أعضاء الحكومة الجديدة، والتي صدر مرسوم تشكيلها في 14 ديسمبر 2020، ولكنها قدمت استقالتها في 13 يناير 2021، بسبب تقديم عدد من أعضاء مجلس الأمة طلبًا لاستجواب الشيخ صباح الخالد وتأييد 38 عضوًا من مجلس الأمة للاستجواب، وأصدر أمير الكويت في 18 يناير 2021 أمرًا أميريًا بقبول استقالة الشيخ صباح الخالد رئيس مجلس الوزراء والوزراء وتكليف كل منهم في تصريف العاجل من شؤون منصبه حتى تشكيل الحكومة الجديدة.
في 24 يناير 2021 أصدر الشيخ نواف الأحمد الصباح أمير الكويت أمرًا أميريًا بتعين الشيخ صباح الخالد رئيساً لمجلس الوزراء وتكليفه بترشيح أعضاء الحكومة الجديدة، والتي صدر مرسوم تشكيلها في 2 مارس 2021، وقدمت الحكومة استقالتها في 8 نوفمبر 2021، بعد الأجواء الإيجابية التي شهدتها الكويت بعد دعوة الشيخ نواف الأحمد أمير الكويت إلى حوار وطني بين السلطتين التشريعية والتنفيذية لإنهاء التوتر الذي حصل بينهما خلال دور الانعقاد الأول لمجلس الأمة، حيث ساهم الحوار في حل بعض الخلافات والقضايا التي كانت محل خلاف بين مجلس الأمة والحكومة ومنها العفو عن بعض الشخصيات السياسية الكويتية الذين كانوا في المنفى وأيضا إلغاء طلب تأجيل الاستجوابات الذي قدمه الشيخ صباح الخالد في جلسة مجلس الأمة التي عقدت في 30 مارس 2021 والذي كان أحد أسباب التوتر بين السلطتين وفي 14 نوفمبر 2021 أصدر أمير الكويت أمرًا أميريًا بقبول استقالة الشيخ صباح الخالد رئيس مجلس الوزراء والوزراء وتكليف كل منهم في تصريف العاجل من شؤون منصبه حتى تشكيل الحكومة الجديدة.
في 23 نوفمبر 2021 أصدر الشيخ مشعل الأحمد الصباح ولي عهد دولة الكويت أمرًا أميريًا بتعين الشيخ صباح الخالد رئيساً لمجلس الوزراء وتكليفه بترشيح أعضاء الحكومة الجديدة، والتي صدر مرسوم تشكيلها في 28 ديسمبر 2021، ولكنها قدمت استقالتها في 5 أبريل 2022 بعد تقديم 10 أعضاء من مجلس الأمة طلب عدم التعاون مع الشيخ صباح الخالد وتأييد 16 عضواً من مجلس الأمة لعدم التعاون حيث أصبح العدد جميعاً 26 عضواً بمن فيهم مقدمي الطلب وذلك بعد أن تم استجواب الشيخ صباح الخالد في جلسة مجلس الأمة التي عقدت في 29 مارس 2022، وفي 10 مايو 2022 صدر أمر أميري بقبول استقالة الشيخ صباح الخالد رئيس مجلس الوزراء والوزراء وتكليف كل منهم في تصريف العاجل من شؤون منصبه لحين تشكيل الحكومة الجديدة، وفي 24 يوليو 2022 انتهت مهام الشيخ صباح الخالد في رئاسة مجلس الوزراء بعد أن صدر في نفس اليوم أمر أميري بتعين الشيخ أحمد نواف الأحمد الصباح رئيساً لمجلس الوزراء وتكليفه بترشيح أعضاء الحكومة الجديدة.

### الحكومات التي ترأسها الشيخ صباح الخالد
|   | الحكومة                            | بداية الفترة   | نهاية الفترة   | الأمير                   |
| - | ---------------------------------- | -------------- | -------------- | ------------------------ |
| 1 | مجلس الوزراء الكويتي 2019          | 17 ديسمبر 2019 | 6 ديسمبر 2020  | الشيخ صباح الأحمد الصباح |
| 1 | مجلس الوزراء الكويتي 2019          | 17 ديسمبر 2019 | 6 ديسمبر 2020  | الشيخ نواف الأحمد الصباح |
| 2 | مجلس الوزراء الكويتي 2020          | 14 ديسمبر 2020 | 18 يناير 2021  | الشيخ نواف الأحمد الصباح |
| 3 | مجلس الوزراء الكويتي (مارس 2021)   | 2 مارس 2021    | 14 نوفمبر 2021 | الشيخ نواف الأحمد الصباح |
| 4 | مجلس الوزراء الكويتي (ديسمبر 2021) | 28 ديسمبر 2021 | 10 مايو 2022   | الشيخ نواف الأحمد الصباح |

## ولاية العهد
في يوم السبت 1 يونيو 2024 أصدر الشيخ مشعل الأحمد الجابر الصباح أمير دولة الكويت أمراً أميرياً بتزكيته لولاية العهد.
وفي يوم الأحد 2 يونيو 2024 عقد مجلس الوزراء اجتماعاً خاصاً لمبايعته ولياً للعهد ، وصدر بعد ذلك أمرٌ أميري بتعيينه ولياً للعهد. وبعد ذلك أدى الشيخ صباح الخالد اليمين الدستورية ولياً للعهد أمام مجلس الوزراء خلال الاجتماع الخاص الذي عقده المجلس. وكما أدى أمام الأمير اليمين الدستورية نائباً للأمير عملاً بالمادة 63 من الدستور الكويتي.
يعد الشيخ صباح الخالد أول ولي عهد في تاريخ الكويت من فرع الشيخ حمد المبارك الصباح ، حيث جرى العرف سابقاً أن يكون الأمير وولي العهد أما من فرع الشيخ سالم المبارك الصباح أو فرع الشيخ أحمد الجابر المبارك الصباح.

## حياته الأسرية
متزوج من الشيخة عايدة سالم العلي الصباح، ولديهما من الأولاد:
- الشيخة الجوهرة.
- الشيخ خالد.

## التكريمات
- وسام الملك عبد العزيز من الدرجة الأولى من خادم الحرمين الشريفين الملك فهد بن عبد العزيز عام 1998.[2]
- وسام النيلين من الطبقة الأولى من الرئيس السوداني السابق عمر حسن البشير عام 2012.[2]
- وسام الجمهورية برتبة ضابط كبير (الأسد الوطني) من الرئيس السنغالي ماكي سال عام 2015.[2]
- النجمة الكبرى لوسام نجمة القدس من الرئيس الفلسطيني محمود عباس عام 2018.[2]